# 琵琶湖
35°20′00″N 136°10′00″E / 35.33333°N 136.16667°E
琵琶湖（日语：／ Biwa Ko）位於日本滋賀縣，為日本最大的湖泊；日本湖沼水質保全特別措置法指定湖泊，也列入濕地公約國際重要濕地名錄中。

## 地理

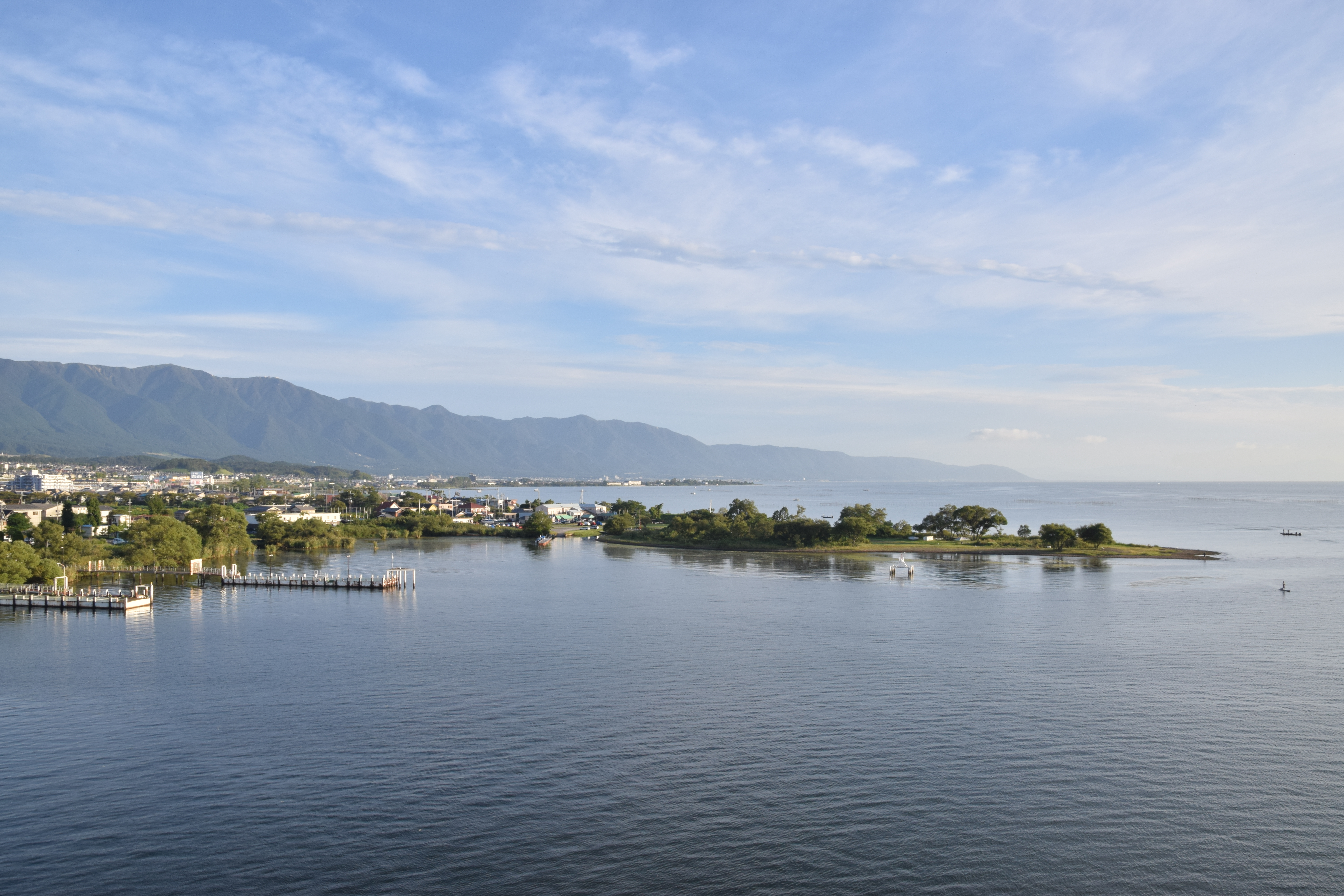
早晨的琵琶湖

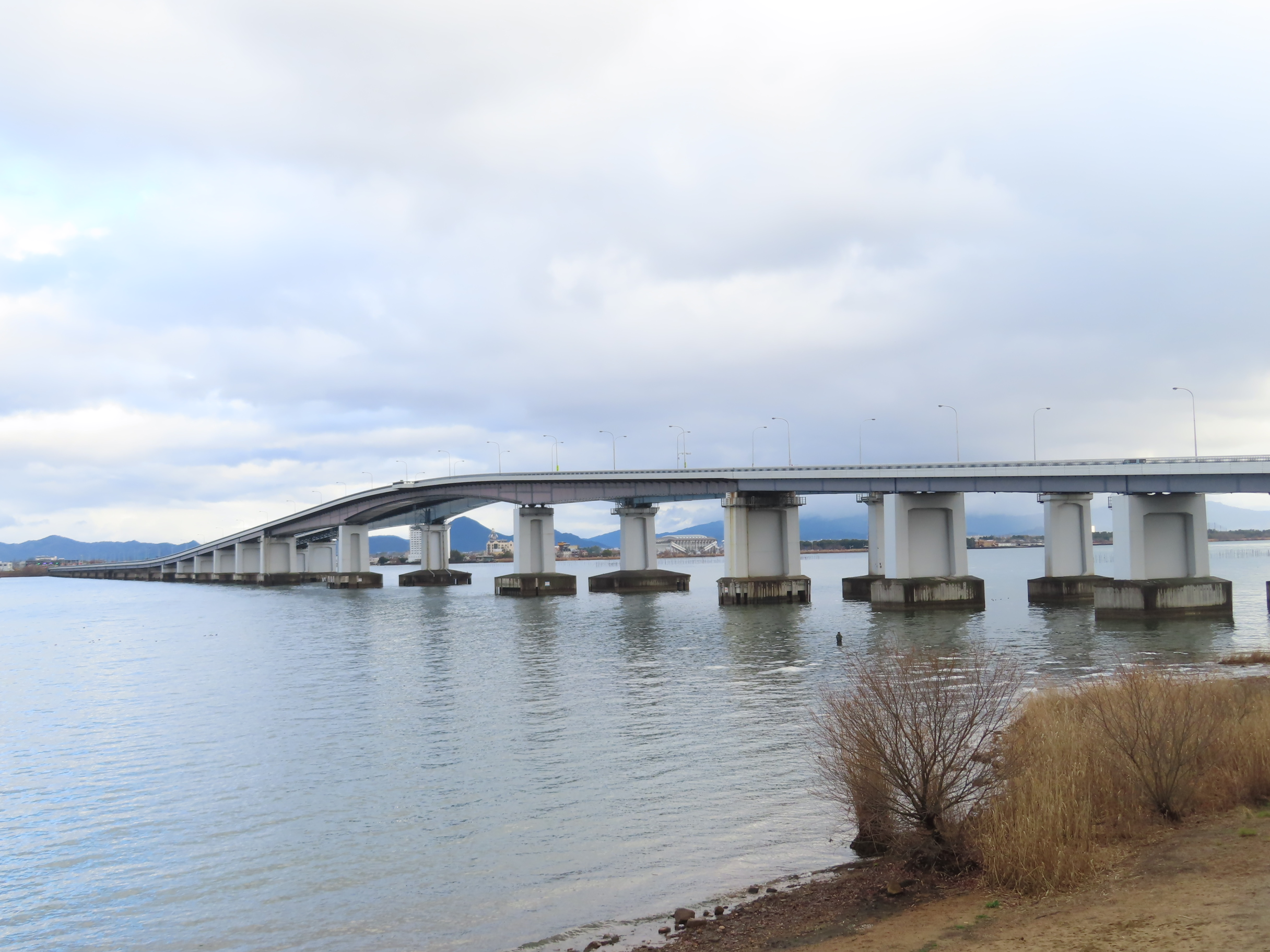
琵琶湖大橋

琵琶湖佔有滋賀縣六分之一的面積，總面積670.33平方公里，湖岸長241公里，最深103.58米，平均水深41.2米 。
自琵琶湖流出的河流依上下游的不同依序稱為瀨田川、宇治川、淀川、最後流入大阪灣。此外為了供應京都市之自來水以及灌溉、發電等種種目的，因而開闢有琵琶湖疎水這條人工水道。
在湖頸段的最狹處建有琵琶湖大橋，以北的部分稱為北湖，以南的部分稱為南湖，北湖面積約為南湖的11倍，最深處位於北湖。
湖水的來源主要為周圍的山地，湖水供應京阪神地方的居民用水，也因為經濟的高度成長，導致水質污濁與富養化，因此設有琵琶湖條例保護湖水的潔淨。
自古以來為重要的水上交通要道，在鐵路開通以前為日本東部與北陸地方運輸要道。

## 歷史
- 1890年供應京都市用水的琵琶湖疏水開通。
- 1950年7月24日成立琵琶湖國定公園。
- 1964年9月琵琶湖大橋開通。
- 1974年9月26日近江大橋開通。
- 1980年制訂琵琶湖條例。
- 1993年列入濕地公約國際重要濕地名錄中。
- 2003年琵琶湖觀光利用條例施行。

## 生物

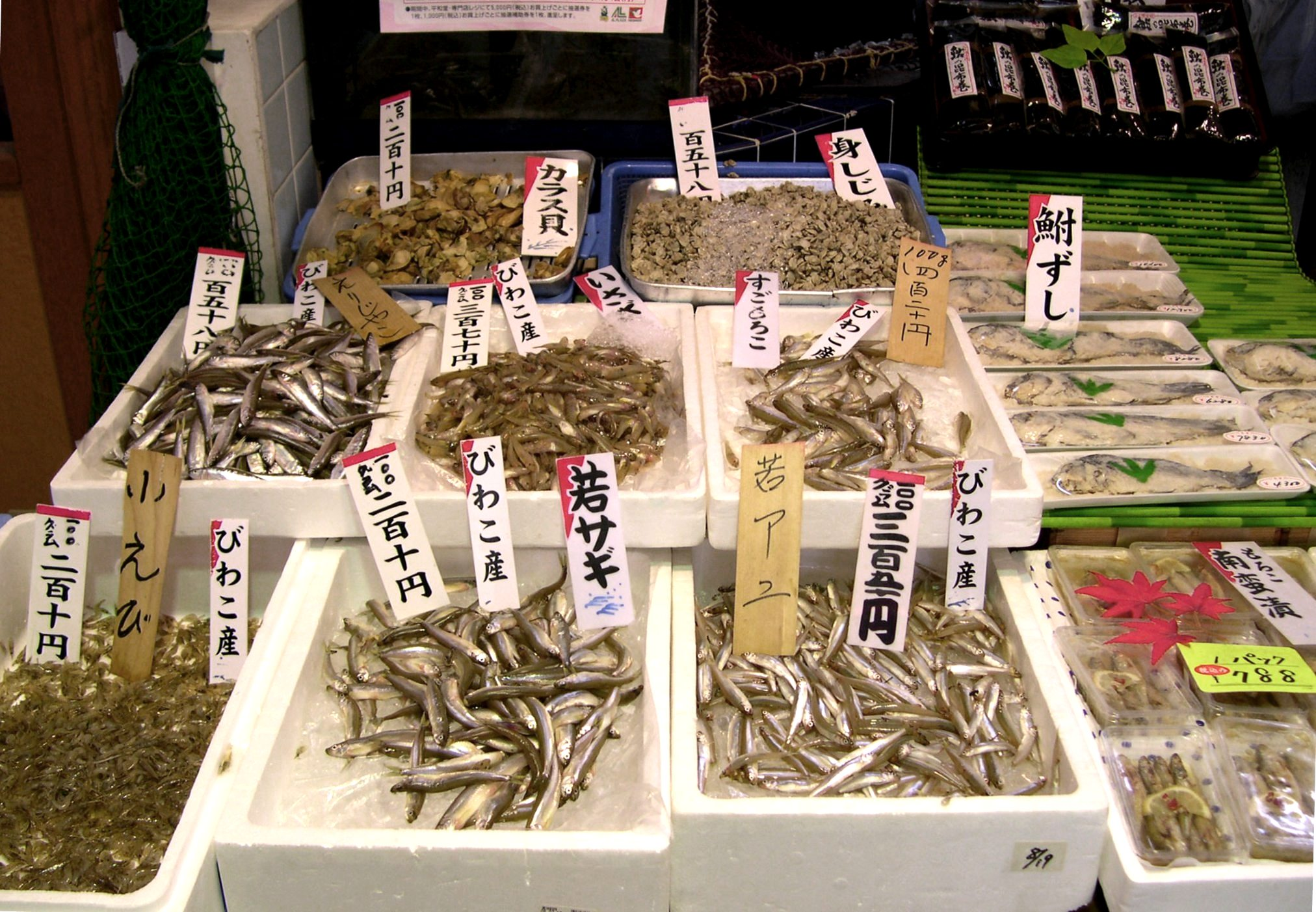
大津市水产店内售卖的琵琶湖水产

琵琶湖的生態體系相當的豐富化，有超過1000種動植物生長其中。魚類約有46種，貝類約40種，水草約70種，因而被稱日本淡水魚的寶庫。琵琶湖的淡水珍珠養殖也相當有名。

## 流入的主要河川
- 野州川
- 日野川
- 愛知川
- 安曇川
- 宇曾川
- 犬上川
- 芹川
- 姉川
- 余吳川

## 島嶼
竹生島、沖島、多景島、沖之白石、矢橋帰帆島。

## 琵琶湖八景
1945年6月經由公開徵求選出：
- 煙雨－比叡的樹林
- 夕陽－瀨田石山的清流
- 涼風－雄松崎的白汀
- 曉霧－海津大崎的岩礁
- 新雪－賤岳的大觀
- 明月－彥根的古城
- 深綠－竹生島的倒影
- 春色－安土八幡的水鄉

## 活動
- 自1977年7月2日起，每年的七、八月間舉辦日本國際鳥人錦標賽。
- 2006年的日本電影《大奧》的拍攝場景。
- 日本競艇的24個競艇場之一的所在地。

## 外部連結
- 琵琶湖 （页面存档备份，存于） - 滋賀県公式サイト
- 琵琶湖河川事務所 （页面存档备份，存于） - 国土交通省近畿地方整備局
- 琵琶湖開発総合管理所 （页面存档备份，存于） - 独立行政法人水資源機構
- 国立環境研究所琵琶湖分室 （页面存档备份，存于）
- 滋賀県琵琶湖環境科学研究センター （页面存档备份，存于）
- 滋賀県立琵琶湖博物館 （页面存档备份，存于）
- 琵琶湖の保全及び再生に関する法律 （页面存档备份，存于） - 環境省